# ساکروفانو
ساکروفانو (به ایتالیایی: Sacrofano) یک کومونه در ایتالیا است که در استان رم واقع شده‌است.

## خصوصیات
ساکروفانو ۲۸٫۵ کیلومترمربع مساحت و ۷٬۷۱۹ نفر جمعیت دارد و ۲۶۰ متر بالاتر از سطح دریا واقع شده‌است.